# انتونیو گومز (بازیکن فوتبال، زاده ۱۹۹۲)
انتونیو گومز (انگلیسی: Antonio Gómez؛ زادهٔ ۲۰ ژوئن ۱۹۹۲) بازیکن فوتبال اهل اسپانیا است.
از باشگاه‌هایی که در آن بازی کرده‌است می‌توان به باشگاه فوتبال سابادل اشاره کرد.